# جاده ئی۹۸ اروپا
جاده ئی۹۸ اروپا (به انگلیسی: European route E98) یکی از جاده‌های اصلی قاره اروپا است که در کشور ترکیه قرار دارد.
این جاده که از شهر استانبول شروع شده، در شهر ریحانلی به پایان می‌رسد و ۶۲ کیلومتر مسافت دارد.